# 參議
參議，又參與議政或參與集議，法政事務術語，源自秦漢公卿集議有關朝臣參與討論君主決策的體系，後轉變為中國古代以來東亞政府機關內一種輔政官職。後期一般而言，該官位通常為輔佐主官或從官的高級官員，而未有相當於中央層面參政立法的職權地位。與通常參議一意有所區分。

## 概念源起
源自秦漢臣屬參議的朝廷體系，在發展至唐代時，參議官臣必須「先奏請議」，呈上集議議題由皇帝批准，必須獲皇帝頒下召開集議的詔書方能參議：「詔下尚書省集公卿議」、「敕令公卿以下集議」等即為此類。據學者研究唐代一百三十餘例集議，不足五分之一系由宰相組織，更多則由尚書省或相關專門機構組織，有些在詔令中表述的十分明確，如「敕旨：宜付所司，集百寮參議可否聞奏」。
參議擴延至立法，則是伴隨了律學家私人著述為立法向朝廷官臣集體撰定為立法的轉變；齊武帝時永明七年（489）「詔獄官詳正舊注」，由尚書刪定郎王植負責撰定立法文本，而在其完成工作後，朝廷還有召集公卿八座「參議考正」——相當一種臨時性立法審議機構，而這個參議立法體制在陳、梁時期也得到一定延續。

## 削權官制化
於宋朝所設「參議官」，或名「參議軍事」，是都督、制置使、招討使、宣撫使、安撫使、鎮撫使等屬官，僅擔當軍事參謀，而地位也相較低於參謀官；南宋初年時，在修政局等亦設有參議官。元世祖中統元年(1260)時，在中書省設參議，為掌管左右司文牘的單一職位，屬中書省參佐官首領，秩正四品。

## 後期演變

### 大中華地區

#### 明清
中國明清等朝代為官制之一。明代在布政使下設左右參議，以分領各道。清初沿置，也在布政司、通政司設參議，品等約為正四品，乾隆時廢。又明清於通政使司亦設參議一職，為通政使之佐官。清末施行新官制時，在各部的左右丞下亦設左右參議，負責審議有關部務的法令。

#### 中華民國
清朝末年，弼德院等中央各部和高等軍事機關均設參議官職，由上屬長官委任，非定制。中華民國建立後，在北洋政府、國民政府時期，中央及各省均有此職，由其主官任意委派，均系閑差。猶同於後設参事。
1949年，中華民國政府於第二次國共內戰中戰敗，隨後即退守臺灣。中華民國政府來臺後，保留了參議職制。時至今日，各級機關仍設有參議一職，如總統府、行政院、各直轄市政府、縣政府、市政府等。在中華民國現行官制設計中，參議之主要功能亦為輔佐各級機關首長推行政務，性質近似於資深幕僚及顧問。以行政院編制而言，參議為簡任官等，列第十職等至第十一職等。

### 東亞其他地區

#### 日本
在日本同样设参议一职，无固定位阶，属于令外官。从大宝2年（702年）5月21日开始设立该职位，一直維持到明治时期。

#### 朝鮮半島
朝鮮王朝施行一府六曹制，在六曹中皆設有參議之職，官階為正三品，位居判書、參判之下，與判書、參判並稱「堂上官」或「三堂上」。